# Фильмы о Мартине Лютере
Фильмы о Мартине Лютере — кинокартины и телефильмы о жизни и деятельности германского реформатора. Первые биографические фильмы о нём были сняты ещё в эпоху немого кино. Последний фильм был создан в 2017 году.

## Список художественных и телевизионных фильмов
| Год  | Название                                            | Страна                        | Режиссёр                           | Актёр, сыгравший Лютера |
| ---- | --------------------------------------------------- | ----------------------------- | ---------------------------------- | ----------------------- |
| 1911 | Доктор Мартин Лютер                                 | Германия                      |                                    | Герман Литт             |
| 1913 | Виттенбергский соловей                              | Германия                      | Эрвин Барон                        | Рудольф Эссек           |
| 1923 | Мартин Лютер                                        | Германия                      | Карл Вюстенхаген                   | Карл Вюстенхаген        |
| 1928 | Лютер                                               | Германия                      | Ханс Кизер                         | Ойген Клёпфер           |
| 1953 | Мартин Лютер                                        | США · Германия                | Ирвинг Пичел                       | Найэл МакДжинс          |
| 1964 | Лютер                                               | Австралия                     | Кристофер Муир                     | Терри Норрис            |
| 1965 | Лютер                                               | Великобритания                | Алан Кук                           | Алек МакКовен           |
| 1965 | Бедный Мартин Лютер                                 | Германия                      | Франц Петер Вирт                   | Ханс Дитер Цайдлер      |
| 1968 | Реформатор                                          | Германия                      | Рудольф Югерт                      | Кристиан Роде           |
| 1968 | Лютер                                               | США                           | Стюарт Бёрдж                       | Роберт Шоу              |
| 1974 | Лютер                                               | Великобритания · США · Канада | Гай Грин                           | Стейси Кич              |
| 1976 | Диспут в ночи                                       | Югославия                     | Миленко Маричич                    | Йован Миличевич         |
| 1981 | Брат Мартин                                         | Франция · Германия            | Жан Деланнуа                       | Бернар Линкот           |
| 1983 | Мартин Лютер                                        | Германия                      | Райнер Вольфхардт                  | Ламберт Хамель          |
| 1983 | Мартин Лютер                                        | ГДР                           | Курт Фет                           | Ульрих Тайн             |
| 1983 | Мартин Лютер, еретик                                | Великобритания · США          | Норман Стоун                       | Джонатан Прайс          |
| 1984 | Мартин Лютер и Томас Мюнцер, или Начала бухгалтерии | ГДР                           | Ханс Ансельм Пертен Микаэль Крулль | Уве Детлев Йессен       |
| 2003 | Лютер                                               | Германия · США                | Эрик Тилл                          | Джозеф Файнс            |

## Список документальных фильмов о Лютере
| Год  | Название фильма                                    | Country of production | Режиссёр           | Актёр, сыгравший Лютера          |
| ---- | -------------------------------------------------- | --------------------- | ------------------ | -------------------------------- |
| 1952 | Послушный повстанец                                | Германия              | Курт Ортел         |                                  |
| 1967 | Кредо: Мартин Лютер — Виттенберг 1517              | ГДР                   | Рудольф Мюллер     |                                  |
| 1983 | Студент из Мансфельда — первые годы Мартина Лютера | ГДР                   | Хайде Гауэрт       |                                  |
| 1983 | Время для Слова — Мартин Лютер в Вартбурге         | ГДР                   | Ханна Эмут         |                                  |
| 1983 | Бюргер Лютер — Виттенберг 1508—1546                | ГДР                   | Лев Хохман         |                                  |
| 1992 | Где гулял Лютер                                    | США                   |                    |                                  |
| 2001 | Открытая дверь для Лютера                          | США                   |                    |                                  |
| 2002 | Мартин Лютер                                       | Великобритания        | Кассиан Харрисон   | Тимоти Уэст                      |
| 2003 | Мартин Лютер — жизнь между Богом и Дьяволом        | Германия              | Лев Хохман         | Ян Хеннинг Краус Маттиас Хуммитш |
| 2004 | Лютер против Папы                                  | Франция               | Жан-Франсуа Делясу | Ромен Редлер Клод Броссе         |
| 2005 | Лютер — его жизненный путь и наследие              | Германия              | Томас Меевес       | Джозеф Файнс                     |
| 2007 | Лютер — борьба с Дьяволом                          | Германия              | Гюнтер Кляйн       | Бен Беккер                       |
| 2017 | Лютер: Жизнь и наследие немецкого реформатора      | Канада                | Стивен Маккаскелл  | Джон Стэйтем                     |